# Raquel Palacio
Raquel Palacio (Nueva York, 13 de julio de 1963) es una escritora estadounidense de narrativa juvenil, autora de la saga de novelas Wonder que firma sus libros con el nombre de R.J. Palacio.

## Biografía
Es hija de inmigrantes colombianos que a comienzos de los sesenta decidieron emigrar  a Estados Unidos; su padre, de origen antioqueño, trabajaba en la industria editorial, y su madre, barranquillera, era la jefa de una empresa norteamericana. Raquel Jaramillo Palacio pasó su infancia en Flushing, en el barrio de Queens (Nueva York). Estudió en la High School of Art & Design de Manhattan y se especializó en ilustración en la Parsons School of Design. Pasó un año en la Universidad Americana de París, viajando por toda Europa, antes de volver a Nueva York, donde vive actualmente.
Comenzó su carrera como directora de arte y diseñadora gráfica diseñando cubiertas de libros para Paul Auster, Thomas Pynchon y otros. A lo largo de su trayectoria como diseñadora creó cientos de portadas de libros, tanto de ficción como de no ficción. También ilustró varios libros infantiles que ella misma escribió.
Durante las dos primeras décadas de su carrera, escribió libros por la noche después de su trabajo diurno como diseñadora. Ilustró sus primeros libros, que eran libros de cartón para niños, publicados bajo el nombre de Raquel Jaramillo.
Es autora de novelas juveniles, entre ellas La lección de August (Wonder) (2012) en la que se basa la película homónima que se estrenó el 14 de noviembre de 2017. La novela está protagonizada por un niño de 10 años llamado August que padece una rara deformidad facial y que, tras educarse en casa, comienza a asistir al colegio. 
A partir de esta novela ha desarrollado la saga Wonder con una serie de libros que desarrollan la figura de diversos personajes que ya aparecían en La lección de August. Así La historia de Julian está protagonizada por el matón del mismo nombre, El juego de Christopher, por uno de los mejores amigos de August o Charlotte tiene la palabra ofrece una visión femenina de cómo es la vida cotidiana en el instituto a través de los ojos de una amiga de August.

## Estilo literario
Su estilo se caracteriza por el uso de frases cortas y sencillas, sin apenas recursos literarios, con la idea de que aproximarse al nivel lingüístico de los jóvenes.
En cuanto al contenido, en Estados Unidos sus libros se incluyen como lecturas curriculares en numerosos centros educativos siendo empleado por los y las docentes para plantear al alumnado debates sobre valores humanos y sociales o para tratar temas como el acoso escolar.
```
Mi tema, en todos mis libros, es sobre el poder y el impacto de la bondad humana. Para mí, la capacidad de esa bondad es lo que nos une a todos como seres humanos. Es lo que todos esperamos de otras personas, es de lo que dependemos como sociedad.
[
4
]
```

## Obra publicada en español

### Literatura juvenil
- Wonder. La lección de August (2012)
- Wonder. La historia de Julian
- Wonder. El juego de Christopher
- Wonder. Charlotte tiene la palabra
- 365 días de Wonder. El libro de preceptos del señor Browne
- Wonder. Todos somos únicos.
- Pájaro blanco (2019). Novela gráfica